# Dissident
Dissident è una canzone dei Pearl Jam, contenuta nell'album Vs. del 1993. Fu pubblicata come singolo nel 1994 e raggiunse la terza posizione della Mainstream Rock Tracks di Billboard, ma non si classificò nella Billboard Hot 100. Tuttavia è uno dei principali singoli della band, andando in onda spesso su molte popolari radio rock. La canzone è stata inclusa nel greatest hits della band.

## Significato del testo
Eddie Vedder riguardo "Dissident":

## Formati e tracklist
- Compact Disc Single (USA, Giappone, Germania, Austria e Sud Africa)
  1. "Dissident" (Dave Abbruzzese, Jeff Ament, Stone Gossard, Mike McCready, Eddie Vedder) – 3:35
  2. "Release" (live) (Vedder, Gossard, Ament, McCready, Dave Krusen) – 4:54
  3. "Rearviewmirror" (live) (Abbruzzese, Ament, Gossard, McCready, Vedder) – 5:30
  4. "Even Flow" (live) (Vedder, Gossard) – 5:04
  5. "Dissident" (live) (Abbruzzese, Ament, Gossard, McCready, Vedder) – 3:24
  6. "Why Go" (live) (Vedder, Ament) – 3:49
  7. "Deep" (live) (Vedder, Gossard, Ament) – 4:44

  - Canzoni dal vivo registrate al Fox Theater di Atlanta, Georgia, il 3 aprile 1994.
- Compact Disc Single (Regno Unito) (Parte 1)
  1. "Dissident" (Abbruzzese, Ament, Gossard, McCready, Vedder) – 3:32
  2. "Release" (live) (Vedder, Gossard, Ament, McCready, Krusen) – 4:54
  3. "Rearviewmirror" (live) (Abbruzzese, Ament, Gossard, McCready, Vedder) – 5:30
  4. "Even Flow" (live) (Vedder, Gossard) – 5:04

  - Canzoni dal vivo registrate al Fox Theater di Atlanta, Georgia, il 3 aprile 1994.
- Compact Disc Single (Regno Unito) (Parte 2)
  1. "Dissident" (Abbruzzese, Ament, Gossard, McCready, Vedder) – 3:32
  2. "Dissident" (live) (Abbruzzese, Ament, Gossard, McCready, Vedder) – 3:24
  3. "Why Go" (live) (Vedder, Ament) – 3:49
  4. "Deep" (live) (Vedder, Gossard, Ament) – 4:44

  - Canzoni dal vivo registrate al Fox Theater di Atlanta, Georgia, il 3 aprile 1994.
- Compact Disc Single (Paesi Bassi e Austria)
  1. "Dissident" (Abbruzzese, Ament, Gossard, McCready, Vedder) – 3:35
  2. "Release" (live) (Vedder, Gossard, Ament, McCready, Krusen) – 4:54
    - Registrata al Fox Theater di Atlanta, Georgia, il 3 aprile 1994.
- 7" Vinyl Single (Regno Unito e Paesi Bassi)
  1. "Dissident" (Abbruzzese, Ament, Gossard, McCready, Vedder) – 3:32
  2. "Rearviewmirror" (live) (Abbruzzese, Ament, Gossard, McCready, Vedder) – 5:08
    - Registrata al Fox Theater di Atlanta, Georgia, il 3 aprile 1994.
- Cassette Single (Regno Unito)
  1. "Dissident" (Abbruzzese, Ament, Gossard, McCready, Vedder) – 3:32
  2. "Rearviewmirror" (live) (Abbruzzese, Ament, Gossard, McCready, Vedder) – 5:08
    - Registrata al Fox Theater di Atlanta, Georgia, il 3 aprile 1994.

### Versioni alternative
Furono pubblicate due versioni alternative di "Dissident" che tuttavia non contenevano la canzone nell'EP. Le tracklist sono le seguenti:
"Dissident" #2
- Compact Disc Single (Germania e Europa)
  1. "Jeremy" (live) (Vedder, Ament) – 3:00
  2. "Glorified G" (live) (Abbruzzese, Ament, Gossard, McCready, Vedder) – 3:19
  3. "Daughter" (live) (Abbruzzese, Ament, Gossard, McCready, Vedder) – 5:07
  4. "Go" (live) (Abbruzzese, Ament, Gossard, McCready, Vedder) – 2:57
  5. "Animal" (live) (Abbruzzese, Ament, Gossard, McCready, Vedder) – 2:48
  6. "Garden" (live) (Vedder, Gossard, Ament) – 6:52
  7. "State of Love and Trust" (live) (Vedder, McCready, Ament) – 3:58
  8. "Black" (live) (Vedder, Gossard) – 5:45

  - Canzoni dal vivo registrate al Fox Theater di Atlanta, Georgia, il 3 aprile 1994.

"Dissident" #3
- Compact Disc Single (Germania and Europa)
  1. "Alive" (live) (Vedder, Gossard) – 5:08
  2. "Blood" (live) (Abbruzzese, Ament, Gossard, McCready, Vedder) – 3:39
  3. "W.M.A." (live) (Abbruzzese, Ament, Gossard, McCready, Vedder) (w/ Doug Pinnick and Jerry Gaskill of King's X) – 6:24
  4. "Elderly Woman Behind the Counter in a Small Town" (live) (Abbruzzese, Ament, Gossard, McCready, Vedder) – 3:43
  5. "Rats" (live) (Abbruzzese, Ament, Gossard, McCready, Vedder) – 4:37
  6. "Once" (live) (Vedder, Gossard) – 3:21
  7. "Porch" (live) (Vedder) – 11:01
  8. "Indifference" (live) (Abbruzzese, Ament, Gossard, McCready, Vedder) – 5:00

  - Canzoni dal vivo registrate al Fox Theater di Atlanta, Georgia, il 3 aprile 1994.

### Live in AtlantaBox Set
Assieme a queste tre versioni del singolo, ne fu messa in commercio un'altra: ossia un box set di tre cd contenente le tre versioni del singolo. In pratica, il box set contiene tutto lo show del 3 aprile 1994 ad Atlanta eccetto tre canzoni che poi entreranno nella tracklist di Vitalogy (Whipping, Better Man e Satan's Bed) e la reinterpretazione dei Dead Boys, "Sonic Reducer". Il box set fu pubblicato solo in Europa
"Dissident"/Live in Atlantà
- Compact Disc Box Set (Europa)

Disco uno
1. "Dissident" (Abbruzzese, Ament, Gossard, McCready, Vedder) – 3:35
2. "Release" (live) (Vedder, Gossard, Ament, McCready, Krusen) – 4:54
3. "Rearviewmirror" (live) (Abbruzzese, Ament, Gossard, McCready, Vedder) – 5:30
4. "Even Flow" (live) (Vedder, Gossard) – 5:04
5. "Dissident" (live) (Abbruzzese, Ament, Gossard, McCready, Vedder) – 3:24
6. "Why Go" (live) (Vedder, Ament) – 3:49
7. "Deep" (live) (Vedder, Gossard, Ament) – 4:44

Disco due
1. "Jeremy" (live) (Vedder, Ament) – 3:00
2. "Glorified G" (live) (Abbruzzese, Ament, Gossard, McCready, Vedder) – 3:19
3. "Daughter" (live) (Abbruzzese, Ament, Gossard, McCready, Vedder) – 5:07
4. "Go" (live) (Abbruzzese, Ament, Gossard, McCready, Vedder) – 2:57
5. "Animal" (live) (Abbruzzese, Ament, Gossard, McCready, Vedder) – 2:48
6. "Garden" (live) (Vedder, Gossard, Ament) – 6:52
7. "State of Love and Trust" (live) (Vedder, McCready, Ament) – 3:58
8. "Black" (live) (Vedder, Gossard) – 5:45

Disco tre
1. "Alive" (live) (Vedder, Gossard) – 5:08
2. "Blood" (live) (Abbruzzese, Ament, Gossard, McCready, Vedder) – 3:39
3. "W.M.A." (live) (Abbruzzese, Ament, Gossard, McCready, Vedder) (con Doug Pinnick e Jerry Gaskill dei King's X) – 6:24
4. "Elderly Woman Behind the Counter in a Small Town" (live) (Abbruzzese, Ament, Gossard, McCready, Vedder) – 3:43
5. "Rats" (live) (Abbruzzese, Ament, Gossard, McCready, Vedder) – 4:37
6. "Once" (live) (Vedder, Gossard) – 3:21
7. "Porch" (live) (Vedder) – 11:01
8. "Indifference" (live) (Abbruzzese, Ament, Gossard, McCready, Vedder) – 5:00